# Văn Hiến Hoàng hậu (Tùy Văn Đế)
Văn Hiến hoàng hậu (chữ Hán: 文獻皇后, 544 - 10 tháng 9, 602), hay thường gọi Độc Cô hoàng hậu (獨孤皇后), là vị Hoàng hậu duy nhất dưới thời Tùy Văn Đế Dương Kiên, vị hoàng đế đầu tiên của nhà Tùy trong lịch sử Trung Quốc. Bà là mẹ của người kế nhiệm, Tùy Dạng Đế Dương Quảng.
Xuất thân danh giá, Độc Cô hoàng hậu có vai trò lớn trong sự nghiệp lập nên Đế nghiệp của Tùy Văn Đế, tạo nên giai đoạn Khai Hoàng chi trị (開皇之治) lừng lẫy. Tuy vậy, bà được nhận xét là khá độc đoán và tàn nhẫn, không cho Tùy Văn Đế nạp thêm phi tần, và ra tay hạ sát cháu gái của Uất Trì Huýnh là Uất trì thị, tạo nên điều tiếng không hay. Những năm cuối đời, bà lại ủng hộ việc Phế trưởng lập thứ, hạ bệ con trai cả là Thái tử Dương Dũng để con trai thứ Tấn vương Dương Quảng (Tùy Dượng Đế sau này) lên thay thế; đây cũng là mầm mống cho sự bại vong của triều Tùy sau này.

## Gia thế và thời trẻ
Văn Hiến hoàng hậu nguyên danh Độc Cô Già La (獨孤伽羅), chào đời vào năm 544, nguyên quán ở thành Lạc Dương. Gia tộc Độc Cô của bà nguyên là người tộc Tiên Ti, về sau di cư xuống Trung Nguyên cùng với sự trỗi dậy của vương triều Tiên Ti Bắc Ngụy, cuối cùng dần đồng hóa thành người Hán. Phụ thân bà là Đại tư mã, Hà Nội công triều Bắc Chu Độc Cô Tín, người có công giúp Bắc Chu Vũ Văn Thái lập bình định đất nước. Độc Cô Già La là con thứ 7 của Độc Cô Tín với chính thất.
Năm 557, cũng là năm triều Bắc Chu thành lập, Đại tướng quân Dương Trung hỏi cưới bà cho con trai mình là Dương Kiên. Nhà Độc Cô đồng ý gả bà. Năm đó Dương Kiên 17 tuổi, còn Độc Cô vừa được 14. Khi về nhà họ Dương, Độc Cô Già La sống cùng Dương Kiên rất hòa hợp, lần lượt sinh cho Dương Kiên 6 người con, 5 trai 1 gái, lần lượt là Dương Lệ Hoa (sau trở thành hoàng hậu Bắc Chu, sinh 561), Dương Dũng (杨勇; Thái tử thứ nhất của Văn Đế), Dương Quảng (tức Tùy Dạng Đế, sinh 569), Dương Tuấn (楊俊; sinh 571), Dương Tú (楊秀; sinh 573) và Dương Nhượng (楊諒; sinh 575).
Độc Cô Già La có hai người chị. Một trong hai người là Minh Kính hoàng hậu của Minh Đế nhà Bắc Chu. Người còn lại là Nguyên Trinh Hoàng Hậu, mẹ của Đường Cao Tổ Lý Uyên. 
Năm 557, Độc Cô Tín bị gán tội và phải tự sát không bao lâu sau ngày cưới của Độc Cô Già La. Lúc bà còn trẻ, bà rất được Dương Kiên sủng ái, và Dương Kiên từng hứa rằng chỉ có mỗi mình Độc Cô được phép sinh con cho ông.
Năm 569, Dương Kiên thay cha, tập tước Tùy quốc công (随国公), Độc Cô Già La từ đó trở thành Tùy quốc phu nhân (随国夫人). Sau này, khi Bắc Chu Tuyên Đế nối ngôi, đã cho lập con gái bà, tức Dương Lệ Hoa làm một trong 5 Hoàng hậu của ông ta. Trong một lần, Tuyên Đế bất hòa với Dương Lệ Hoa và muốn giết đi, Độc Cô thị đích thân vào cung khuyên ngăn, cuối cùng Tuyên Đế chấp nhận bỏ lệnh này.

## Hoàng hậu nhà Tùy

### Phò tá hoàng đế trị quốc
Năm 580, Bắc Chu Tuyên Đế chết sau khi đã nhường ngôi cho con là Bắc Chu Tĩnh Đế. Dương Kiên dần dần thu tóm quyền hành trong triều đình Bắc Chu. Độc Cô thường khuyên chồng nên thừa cơ đoạt ngôi xưng đế.
Năm 581, Dương Kiên đánh bại đại tướng Uất Trì Quýnh, sau đó buộc Bắc Chu Tĩnh Đế nhường ngôi, lập ra nhà Tùy. Ngày 4 tháng 3 năm 581, Tùy Văn Đế sắc phong Độc Cô làm hoàng hậu, sau đó lập con trai trưởng của bà là Dương Dũng làm thái tử, những người con khác đều được phong vương.
Độc Cô hoàng hậu đã từng được học chữ và có tài trị quốc, nên được Văn Đế coi trọng và thường bàn việc nước cùng bà. Các đại thần trong cung thường gọi Tùy Văn Đế và Độc Cô hoàng hậu là nhị thánh. Bà thường đứng gần nghe Văn Đế bàn việc với đại thần và can thiệp vào các quyết định của Văn Đế, do đó đi vượt quá chức trách của hoàng hậu. Bà cũng tỏ ra nhân từ. Một lần, Đột Quyết dâng cho nhà Tùy minh châu có giá trị tới 800 vạn lượng vàng. Tổng quản U châu Bạch Thọ dâng lên Độc Cô. Bà cho rằng quân sĩ ở ngoài biên ải phải chiến đấu vất vả lao nhọc, bèn đem phân ra thưởng cho họ.
Do cha mẹ mất sớm, nên Độc Cô hoàng hậu rất đau buồn và xúc động khi thấy nhiều đại thần mặc dù đã lớn tuổi mà cha mẹ họ đều sống, nên luôn dùng lễ tiếp đãi đối với cha mẹ các đại thần trong triều. Triều đình từng bàn luận rằng, theo quy định trong thời nhà Chu, mỗi khi đại thần kết hôn hay nạp thiếp phải có sự đồng ý của hoàng hậu, nhưng Độc Cô từ chối vì cho rằng điều này đi vượt quá quyền hạn của bà.
Anh họ của Độc Cô hoàng hậu là Thôi Trường Nhân, giữ chức Đại đô đốc, phạm tội, theo luật phải xử chém. Văn Đế nể tình bà muốn tha cho Trường Nhân, nhưng bà không muốn vì mình mà làm Văn Đế bỏ qua luật pháp, cuối cùng Trường Nhân bị giết Về sau, năm 598 chị gái khác mẹ của bà cũng phạm tội dùng bùa chú hại bà, nhưng bà lại nhịn ăn ba ngày để xin cho, sau Đà được miễn tội chết.
Năm 595, Việt quốc công Dương Tố phụng mệnh xây cung Nhân Thọ, xây cực kì nguy nga. Văn Đế chủ trương tiết kiệm, nên không hài lòng, muốn trị tội Dương Tố. Dương Tố vào cửa sau nơi ở của Độc Cô, nói với bà:
Phép đế vương là phải có li cung biệt quán, ngày nay thiên hạ thái bình, chỉ xây có một cung, thì có tốn hao gì chứ !.
Độc Cô nói lại với Văn Đế. Văn Đế nghe xong, chẳng những không phạt mà còn khen thưởng thêm cho Dương Tố.

### Chế độ độc thê
Bà đề cao chế độ độc thê, khuyến khích các đại thần chỉ nên có con với vợ cả. Ở trong cung, Độc Cô đố kị tàn bạo, không cho Văn Đế gần gũi các phi tần. Con trai cả của bà là Hoàng thái tử Dương Dũng có vợ lẽ sinh ra con trai, bà cũng không hài lòng và không ưa Dương Dũng, mà lại yêu thương con thứ là Dương Quảng. Khi Thái tử phi Nguyên thị bất ngờ qua đời năm 591, Độc Cô nghi ngờ do ái thiếp của Dương Dũng là Văn Chiêu Huấn đầu độc, nên lại giết Văn thị và ghét bỏ Dương Dũng. Con thứ của bà là Dương Quảng muốn chiếm ngôi nên giả vờ hiếu thuận, xa lánh ái thiếp, nên được Độc Cô thương yêu. Cuối cùng, bà xúi giục Văn Đế phế Dương Dũng, lập Dương Quảng làm Đông cung Hoàng thái tử, chính vị Trữ quân. Sau Quảng lên ngôi, trở thành Tùy Dạng Đế.
Cháu gái Úy Trì Huýnh là Úy Trì thị vốn bị bắt sung vào cung Tùy, nhưng có nhan sắc đẹp đẽ. Văn Đế gặp Uất Trì ở cung Nhân Thọ, lòng ham muốn nổi lên, bèn lâm hạnh. Độc Cô biết chuyện rất tức giận, nhân lúc Văn Đế ra ngoài, đích thân đến chỗ Uất Trì rồi sai đánh chết Uất Trì. Văn Đế giận lắm, nhưng sợ bà, đành dong ngựa bỏ đi lên núi giải sầu. Bà bèn sai Cao Quýnh, Dương Tố tới thuyết phục, cuối cùng Văn Đế phải chịu hòa giải với bà.
Ban đầu, Độc Cô hoàng hậu thấy Cao Quýnh không gần gũi vợ lẽ, nên tôn trọng. Tuy nhiên khi vợ của Quýnh chết, vợ lẽ lại có thai. Độc Cô tức giận Cao Quýnh, lại dèm pha với Văn Đế, khiến Văn Đế xa lánh Cao Quýnh.

## Qua đời
Ngày Giáp Tý (19) tháng 8 năm Nhâm Tuất (tức ngày 10 tháng 9 năm 602), Độc Cô hoàng hậu qua đời ở cung Vĩnh An, thọ 59 tuổi, được an táng ở Thái lăng vào ngày 28 tháng 10 cùng năm (tức ngày 17 tháng 12 năm ấy). Sau cái chết của bà, Tùy Văn Đế Dương Kiên rất đau buồn, nhưng không lâu sau lại sủng hạnh Trần Tuyên Hoa, phong làm Phu nhân.
Niên hiệu Đại Nghiệp thứ 2 (605), Tùy Dạng Đế Dương Quảng truy tôn thụy hiệu cho mẹ mình làm Văn Hiến hoàng hậu (文獻皇后).

## Phim ảnh
| Năm  | Phim ảnh             | Diễn viên     | Nhân vật         |
| 2013 | Tùy Đường diễn nghĩa | Tống Giai     | Độc Cô Già La    |
| 2018 | Độc Cô thiên hạ      | Hồ Băng Khanh | Độc Cô Già La    |
| 2018 | Độc cô Hoàng hậu     | Trần Kiều Ân  | Độc Cô Hoàng hậu |